# مهاجرین بهایی
در مکتوبات بهایی، از لفظ مهاجرین برای اشاره به کسانی استفاده می‌شود که خانه‌های خود را برای سکنی گزیدن در محلی دیگر با هدف پراکندن آیین بهایی یا پشتیبانی از جوامع موجود بهایی ترک کردند.
آیین بهایی هیچ رهبر مذهبی حرفه‌ای ندارد. بنابراین همهٔ اموری که این افراد به طور معمول انجام می‌دهند، از قبیل فعالیت‌های تبلیغی، وظیفهٔ بهاییان معمولی است. در جامعهٔ بهایی، بهاییان معمولی به مناطق جدید نقل مکان می‌کنند، در آنجا کار پیدا می‌کنند یا کسب و کار خود را به راه می‌اندازند و آنگاه در محل جدید پیِ پیرو می‌گردند. این نقل مکان ممکن است به محلی دیگر در همان کشور یا به کشوری خارجی باشد که هیچ بهایی در آن نیست، یا ممکن است به منطقه‌ای باشد که جامعه بهایی موجود ضعیف است. این فعالیت و آنانی که انجامش می‌دهند به ترتیب مهاجرت و مهاجرین خوانده می‌شود. مهاجر باید در محل بماند تا آیین بهایی در بین مردم بومی منطقه به خوبی تثبیت شود و نهادهای آن به درستی فعالیت کنند.
باب از هجده پیروی نخست خود که حروف الحی خوانده می‌شوند، خواست پراکنده شوند و پیام او را در سراسر ایران و کشورهای همسایه منتقل کنند. موارد زیادی نیز وجود دارد که بهاء الله مستقیماً بهاییان را برای مسافرت به کشورهای خارجی (نظیر هند)، یا در میان بختیاری‌ها و عشایر کرمانشاه هدایت می‌کرد تا آیین بهایی را در آنجا بپراکنند. ولی چنین شخصی معمولاً مبلغ بود و در منطقه برای مدت زیادی نمی‌ماند. در عصر عبدالبها، شواهد بیشتری از تعالیم او به بهاییان برای سکنی گزیدن در اماکن گوناگون وجود دارد؛ برای مثال او از برخی بهاییان ترک زبان آذربایجان خواست به شهرهایی در آناتولی نقل مکان کنند.